# Job Vissers
Job Vissers (Veghel, 15 november 1984) is een voormalig Nederlands wielrenner, tijdens zijn actieve carrière onder andere uitkomend voor Skil-Shimano. Vissers werd in 2010 professional.

## Palmares
2007
- 1e etappe Ronde van Midden-Brabant

2008
- Omloop der Kempen
- Omloop van de Hoeksche Waard
- Nederlands kampioenschap wielrennen voor elite zonder contract

2010
- Ronde van Overijssel

## Ploegen
| Jaar | Ploeg                               | Land               |
| ---- | ----------------------------------- | ------------------ |
| 2010 | Skil-Shimano                        | Vlag van Nederland |
| 2009 | Skil-Shimano (vanaf 18-08 stagiair) | Vlag van Nederland |
| 2006 | Löwik Meubelen                      | Vlag van Nederland |

Beppu ·
Curvers ·
De Backer ·
Deroo ·
Docker ·
Doi ·
Eltink ·
Feng ·
Geschke ·
Goesinnen ·
Hivert ·
Houanard ·
van Hummel ·
Hupond ·
Ji · 
Jin ·
de Kort ·
Lemoine ·
Rooijakkers ·
Timmer ·
Veelers · 
Wagner ·
Antomarchi (stagiair) · 

de Jonge (stagiair) · 
Vissers (stagiair) 
Chaigneau ·
Cornu ·
Curvers ·
De Backer ·
Deroo ·
Docker ·
Doi ·
Feng ·
Geniez ·
Geschke ·
Goesinnen ·
Houanard ·
Huguet ·
van Hummel ·
Hupond ·
Ji · 
Jin ·
de Kort ·
Rooijakkers ·
Timmer ·
Veelers · 
Vissers · 
Wagner ·
Wilmann ·
Damuseau (stagiair) ·
van Zandbeek (stagiair)